# Deux Chevaux de poste à la porte d'une écurie
Deux Chevaux de poste à la porte d'une écurie ou Un postillon faisant rafraîchir ses chevaux est une peinture à l'huile sur papier marouflé sur toile, réalisée par Théodore Géricault entre 1822 et 1823. Elle représente deux chevaux, un aubère et un gris, soignés par un postillon devant leur écurie. 
Ce tableau est conservé au département des peintures du musée du Louvre, à Paris.

## Réalisation

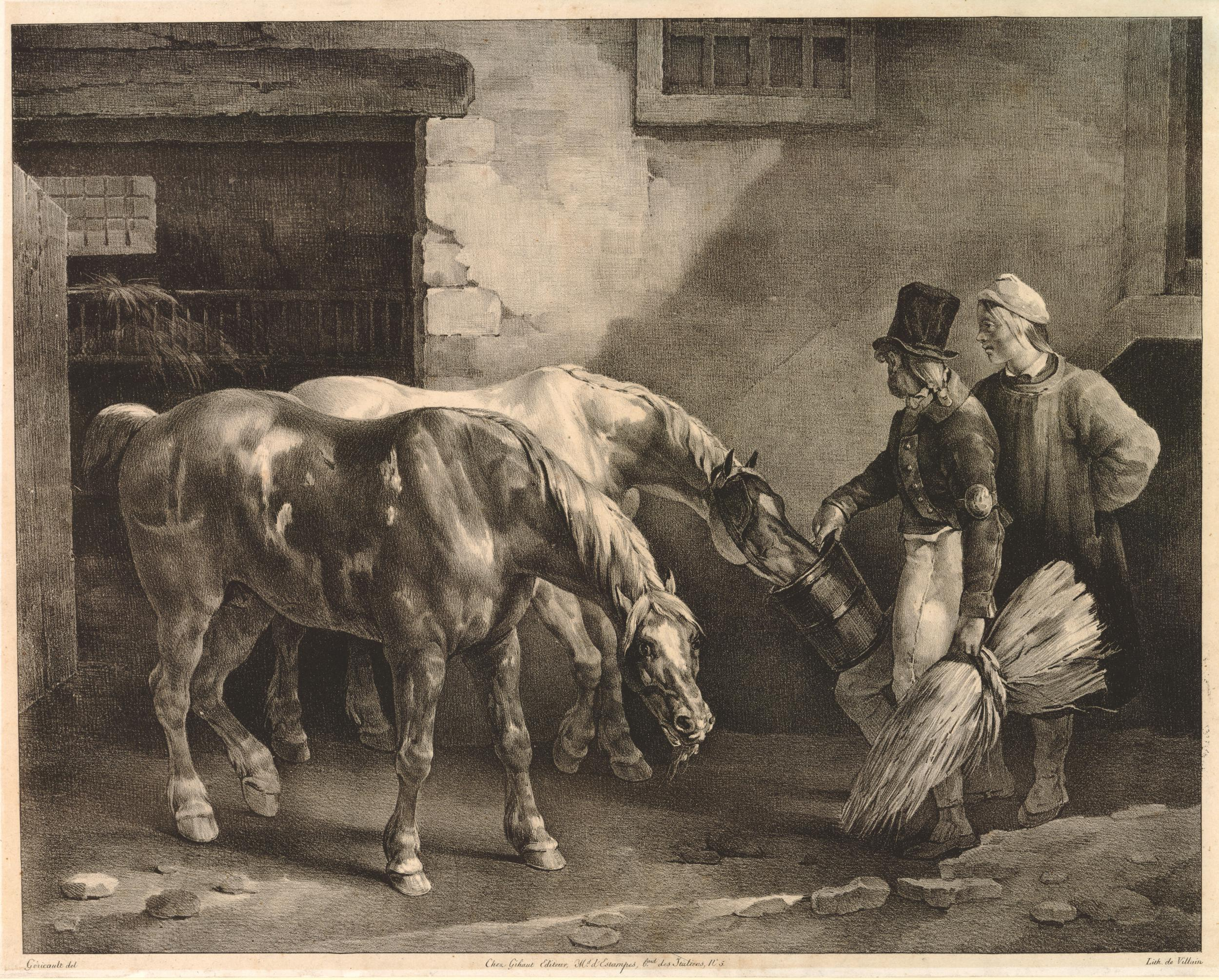
Lithographie inspirée du tableau.

La peinture est créée entre 1822 et 1823 selon Rio et Chenique, le musée du Louvre indiquant une création durant le premier quart du XIXe siècle.
Il existe aussi une lithographie sur papier montrant la même scène, réalisée à une date inconnue ; d'après Charles Clément, cette lithographie a été créée par Volmar dans la suite des grandes pièces françaises sous le titre Deux Chevaux de poste à la porte d'une écurie.

## Description
La peinture représente dans sa partie droite deux chevaux, avec au premier plan un de robe aubère à crins lavés portant de petites balzanes, et dans sa partie gauche un homme donnant à boire à un cheval gris blanc situé derrière le premier. Dans son catalogue raisonné de 1868, Charles Clément décrit le tableau comme suit : 

« 143 DEUX CHEVAUX DE POSTE
Ils sont devant l'écurie tournés à gauche et paraissent épuisés de fatigue. L'un est bai-brun l'autre blanc. À gauche un valet d'écurie et un postillon ; ce dernier tient de la main droite une gerbe de paille et de la gauche un seau appuyé sur son genou dans lequel boit le cheval blanc. Ouvrage d'une exécution très nourrie et d'une couleur puissante. »

Le tableau mesure 38 × 46 cm,. Il s'agit d'une peinture à l'huile sur papier marouflé sur toile,. La peinture est signée en bas à gauche du nom « Gericault ».

## Parcours du tableau
Le tableau a appartenu à la collection de M. Coutant, puis a été donné au musée du Louvre en 1883. Il est conservé au musée du Louvre, dans le département des peintures.